# 10210 Nathues
10210 Nathues este un asteroid din centura principală de asteroizi.

## Descriere
10210 Nathues este un asteroid din centura principală de asteroizi. A fost descoperit pe 30 august 1997 la Caussols, în cadrul proiectului ODAS. Asteroidul prezintă o orbită caracterizată de o semiaxă mare de 2,48 ua, o excentricitate de 0,09 și o înclinație de 5,9° în raport cu ecliptica.